# Cesare Pugni
Cesare Pugni, italijanski skladatelj, * 31. maj 1802, Genova, Italija, † 26. januar 1870, Sankt Petersburg, Rusija.

## Življenje
Glasbo je študiral na milanskem konservatoriju. Tam je bil nekaj časa njegov učitelj tudi Niccolo Paganini. Sprva se je posvečal skladanju oper (večinoma na Romanijeva besedila), vendar se je bolj navdušil nad baletom. Ustvarjal in deloval je v Milanu, Parizu, Londonu, ustalil pa se je v Rusiji. Tam je deloval tudi z znamenitim koreografom Mariusem Petipajem.

## Delo

### Opere
- Švicarski ubežnik ali Nostalgija (1831)
- La Vendetta (1832)
- Ricciarda iz Edimburga (1832)
- L'Imboscata (1833)
- Il Carrozzino da vendere (1833)
- Il Contrabbandiere (1833)
- Un Episodio di San Michele (1834)

### Baleti(izbor)
- Ondine (1843)
- Esmeralda (1844)
- Markitenka (1844)
- Pas de Quatre (1845)
- Catarina (1846)
- A Marriage During the Regency (1859)
- Modra Dalia (1860)
- Terpsichore (1861)
- The Parisian Market (1861)
- Faraonova hči (1862)
- Libanonska lepotica (1863)
- Titania (1866)
- Florida (1866)